# Jørgen Peter Santon
Jørgen Peter Santon, född 1878, död 1944, var en dansk predikant och sångare i Det Danske Missionsförbund.

## Sånger
- Där tamariskens skugga ner på mjuka tuvan (i Segertoner 1922)
- Kristus, på korset du tog på dig (på danska i Nordisk sång 1964)
- Öppen står Guds milda fadersfamn (nr 381 i Frälsningsarméns sångbok 1990)